# Adil
Adil (arabisch عادل, DMG ʿĀdil) ist ein arabischer männlicher Vorname, der vom arabischen Adl (عدل, DMG ʿadl) für Recht, Gerechtigkeit abgeleitet ist. Der Name tritt insgesamt im islamischen Kulturkreis, auch im Kurdischen und Türkischen auf und hat die Bedeutung Jemand, der die Gesetze beachtet, der gerecht ist. Die türkische, bosnische und albanische weibliche Form ist Adile. Des Weiteren existieren Abwandlungen des Namens, in welchem das i durch ein e ersetzt wird („Adel“).

## Namensträger

### Vorname

#### Adil
- Adil Abd al-Mahdi (* 1942), irakischer Politiker
- Adil Arslan (* 1962), türkischer Musik-Interpret und -Lehrer
- Amir Adil Arslan (1880–1954), syrischer Politiker
- Adil Atan (1929–1989), türkischer Freistilringer
- Adil Auassar (* 1986), niederländischer Fußballspieler
- Adil Barbari (* 1993), algerischer Straßenradrennfahrer
- Adil Bəbirov (1934–2021), aserbaidschanischer Komponist
- Adil Candemir (1917–1989), türkischer Ringer
- Adil Çarçani (1922–1997), albanischer Regierungschef
- Adil Chihi (* 1988), marokkanischer Fußballspieler
- Adil Demirbağ (* 1997), türkischer Fußballspieler
- Adil Demirci (* 1985), deutsch-türkischer Sozialwissenschaftler und Journalist
- Adil Jelloul (* 1982), marokkanischer Radrennfahrer
- Adil Kaouch (* 1979), marokkanischer Leichtathlet
- Adil Kaya (* 1967), türkischer Filmproduzent und -verleiher in Nürnberg
- Adil Öksüz (* 1967), türkischer Islamgelehrter
- Adil Rami (* 1985), französischer Fußballspieler
- Adil Schah († 1749), Schah von Persien
- Adil Shamasdin (* 1982), kanadischer Tennisspieler
- Adil Shah Suri († 1557), letzter Herrscher der Suriden-Dynastie
- Adil Zulfikarpašić (1921–2008), bosnischer Politiker

#### Adel
- Adel Abdel-Latif (* 1971), Schweizer Facharzt, Unternehmer, Berater, Buchautor, Kickboxweltmeister und ehemaliger Mister Schweiz.
- Adel Abdessemed (* 1971), französisch-algerischer Künstler
- Adel Abdullah Al-Falah (* 1953), kuwaitischer Politiker
- Adel al-Chajat (* 1950), ägyptischer Politiker
- Adel al-Dschubeir (* 1962), saudi-arabischer Politiker
- Adel al-Jabrin (* 1968), saudi-arabischer Bogenschütze
- Adel al-Mulla (1970–2022), katarischer Fußballspieler
- Adel Al-Saleh (* 1963), US-amerikanischer Manager
- Adel Chedli (* 1976), tunesischer Fußballspieler
- Adel Fakeih (* 1959), saudi-arabischer Politiker
- Adel Hafsi (* 1971), Techno-Musikproduzent
- Adel Halilović (* 1996), bosnisch-österreichischer Fußballspieler
- Adel Imam (* 1940), ägyptischer Schauspieler
- Adel Karasholi (* 1936), syrisch-deutscher Schriftsteller
- Adel Theodor Khoury (1930–2023), libanesischer melkitisch griechisch-katholischer Priester, Theologe, Islamwissenschaftler, Koranübersetzer und Hochschullehrer
- Adel Massaad (* 1964), ägyptisch-algerischer Tischtennisspieler
- Adel Mechaal (* 1990), spanischer Mittel- und Langstreckenläufer
- Adel bin Siraj Mirdad (* ?; fl. 2013–17), saudischer Diplomat
- Adel Mohsin (* 1994), deutscher Musiker
- Adel Nefzi (* 1974), tunesischer Fußballspieler
- Adel Safar (* 1958), syrischer Politiker und Akademiker
- Adel Salameh (1966–2019), palästinensischer Oudspieler
- Adel Sater (* ?), bahrainischer Diplomat
- Adel Sellimi (* 1972), tunesischer Fußballspieler
- Adel Taarabt (* 1989), französisch-marokkanischer Fußballspieler
- Adel Tawil (* 1978), deutscher Pop-Musiker, Songwriter und Produzent
- Adel Zaky (1947–2019), ägyptischer Ordensgeistlicher und Apostolischer Vikar von Alexandria

### Familienname
- Amina Adil (1930–2004), tatarische Schriftstellerin
- Mirza Adil (* 1943), sudanesischer Gewichtheber
- Muhammad Mehmet Adil (* 1957), zyperntürkischer Islam- und Sufi-Lehrer
- Sultan Adil (Sultan Adil Mohamed Abdalla al-Amiri, * 2004), Fußballspieler aus den Vereinigten Arabischen Emiraten

## Sonstiges
- Adil Shahi, schiitische Dynastie im Sultanat Bijapur
- al-Adil, Thronname mehrerer muslimischer Herrscher:
  - Abdallah al-Adil, siebter Kalif der Almohaden (1224–1227)
  - al-Adil I. (1145–1218), dritter Sultan der Ayyubiden
  - al-Adil II. (1222–1248), fünfter Sultan der Ayyubiden